# França nos Jogos Olímpicos de Inverno de 1948
A França participou dos Jogos Olímpicos de Inverno de 1948 em St. Moritz, na Suíça.
A equipe francesa conquistou 5 medalhas (2 de ouro, 1 de prata e 2 de bronze), ficando no quinto lugar no quadro geral de medalhas.

## Lista de medalhas francesas

### Medalhas de ouro
| Esporte              | Modalidade           | Atleta         | Performance |
| Medalhas de ouro : 2 |                      |                |             |
| Esqui alpino         | Descida (M)          | Henri Oreiller |             |
| Esqui alpino         | Combinado Alpino (M) | Henri Oreiller |             |

### Medalhas de prata
| Esporte               | Modalidade | Atleta        | Performance |
| Medalhas de prata : 1 |            |               |             |
| Esqui alpino          | Slalom (M) | James Couttet |             |

### Medalhas de bronze
| Esporte                | Modalidade           | Atleta         | Performance |
| Medalhas de bronze : 2 |                      |                |             |
| Esqui alpino           | Combinado alpino (M) | James Couttet  |             |
| Esqui alpino           | Slalom (M)           | Henri Oreiller |             |